# Ravenna (provincie)
De provincie Ravenna is gelegen in de Noord-Italiaanse regio Emilia-Romagna. In het noorden grenst ze aan de provincie Ferrara, in het zuiden aan de provincie Forlì-Cesena en de Toscaanse metropolitane stad Florence en in het oosten aan de metropolitane stad Bologna.
In het oosten van de provincie liggen de Adriatische zandstranden. Cervia en Milano Marittima zijn er de belangrijkste badplaatsen. In het noordoosten nabij de grens met de provincie Ferrara ligt het woud Pineta San Vitale en de watervlakte Valli di Comacchio. Het is het restant van een lagune die hier voor de inpolderingen gelegen heeft.
De hoofdstad Ravenna herbergt Byzantijnse mozaïeken uit de vijfde eeuw. In die eeuw was ze de hoofdstad van het West-Romeinse Rijk. De mozaïeken zijn onder meer te vinden in de kerken San Vitale en Sant'Apolinare Nuovo en de doopkapellen Battistero Neoniano en Battistero degli Ariani. Het hart van de stad is het Piazza del Popolo. Hier staat het Palazzo Comunale en de twee Venetiaanse zuilen met de beschermheiligen van de stad, Sint Apollinaris en Sint Vitalis.
Een andere kunststad in de provincie is Faenza, synoniem voor keramiek. In de stad staat het Museo Internazionale delle Ceramiche met de grootste verzameling keramiek van Italië. In Faenza bevindt zich ook het Piazza del Popolo een plein met langs twee zijden arcaden. Aan dit plein staat ook het gekanteelde Palazzo del Podesta en een klokkentoren.
De derde stad van de provincie, wat betreft grootte, is Lugo, hier staat de kerk Chiesa di Campanile, met een van de oudste klokkentorens van de wereld (achtste eeuw). Het zuidwestelijk deel van de provincie is heuvelachtig en minder dichtbevolkt. In deze streek ligt het kuuroord Brisighella, dat een kleurrijk oud centrum heeft.

## Foto's

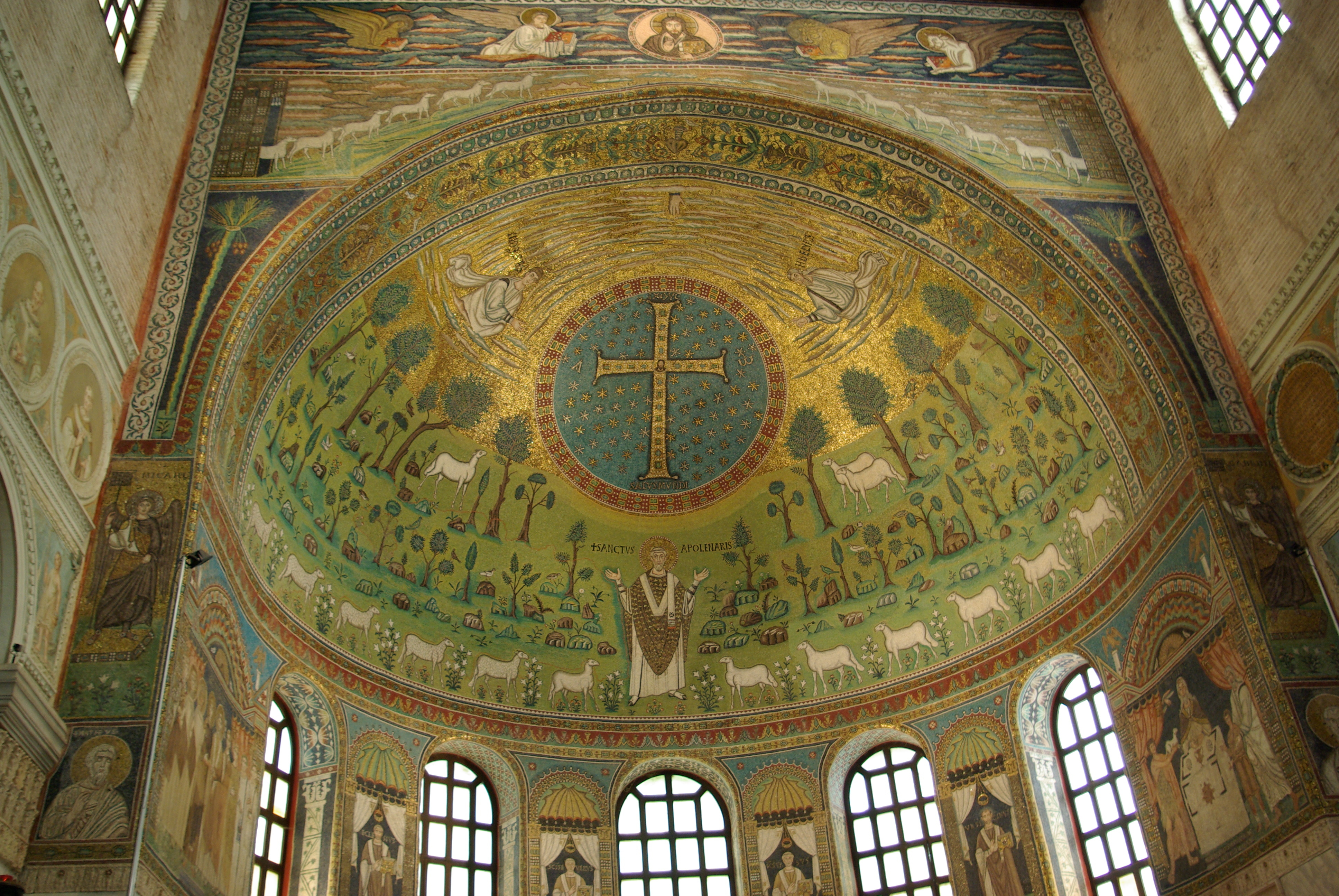
Ravenna

## Belangrijke plaatsen
- Ravenna (144.457 inw.)
- Faenza (53.369 inw.)
- Lugo (31.519 inw.)